# Ruairi O'Connor
Ruairi O'Connor (Howth, 9 luglio 1991) è un attore irlandese.
Diventato al grande pubblico principalmente per i ruoli interpretati nella miniserie The Spanish Princess e nel film horror The Conjuring - Per ordine del diavolo, nel 2021 è entrato a far parte del cast principale della serie The Morning Show.

## Biografia
Debutta nel 2012 con il film Cosa ha fatto Richard, per poi apparire in maniera più o meno sporadica in varie produzioni televisive. Nel 2018 interpreta l'antagonista principale del film Handsome Devil, presentato al Toronto International Film Festival e distribuito da Netflix. Sempre nel 2018 entra a far parte del cast di Delicious, apparendo in 7 episodi della serie. Nel 2019 fa parte del cast principale del film Teen Spirit - A un passo dal sogno e interpreta il ruolo di Enrico VIII d'Inghilterra nella miniserie The Spanish Princess. Nel 2021 interpreta il ruolo di Arne Cheyenne Johnson nel film horror The Conjuring - Per ordine del diavolo ed entra a far parte del cast principale della serie The Morning Show.

## Filmografia

### Cinema
- Cosa ha fatto Richard (What Richard Did), regia di Lenny Abrahamson (2012)
- Handsome Devil, regia di John Butler (2016)
- Teen Spirit - A un passo dal sogno (Teen Spirit), regia di Max Minghella (2018)
- Cartoline di morte (The Postcard Killings), regia di Danis Tanovic (2020)
- The Conjuring - Per ordine del diavolo (The Conjuring: The Devil Made Me Do It), regia di Michael Chaves (2021)

### Televisione
- Tinderface – serie TV (2015)
- Can't Cope, Won't Cope – serie TV, 1 episodio (2016)
- My Mother and Other Strangers – serie TV, 3 episodi (2016)
- Delicious – serie TV, 7 episodi (2016-2018)
- The Spanish Princess – miniserie TV, 16 puntate (2019-2020)
- The Morning Show – serie TV, 7 episodi (2021)
- The Sandman - serie TV, 2 episodi (2025)

## Doppiatori italiani
Nelle versioni in italiano delle opere in cui ha recitato, Ruairi O'Connor è stato doppiato da:
- Andrea Oldani in Cartoline di morte, The Sandman
- Andrea Mete in Teen Spirit - A un passo dal sogno
- Manuel Meli in The Spanish Princess
- Emanuele Ruzza in The Conjuring - Per ordine del diavolo
- Matteo Costantini in The Morning Show